# Ogallala (Spiel)
Ogallala ist ein Legespiel von Rudi Hoffmann und in Deutschland in drei verschiedenen Versionen bei drei Verlagen erschienen. Die erste Version stammt aus dem Jahr 1975 und ist von Pelikan, die zweite Version kam 1988 bei ASS heraus und das Kartenspiel erschien 2002 beim Amigo-Verlag. Laut Verlagsangaben richtet es sich an Menschen von 6 bis 99 Jahren. Die Versionen unterscheiden sich etwas in den Regeln, der Bewertung und der Kartenzahl. Die Version von Pelikan enthält 98 Karten, ASS besitzt 134 und Amigo deren 112.

## Spielregeln
Ziel des Spieles ist es, als erster drei vollständige Kanus zu bauen und seine Mitspieler daran zu hindern, das zu tun. Die Karten stellen Bootsteile, Indianer und Schätze dar. Ein Kanu besteht aus Bug und Heck sowie aus Mittelteilen (bei Pelikan bis zu 14). Abwechselnd ziehen die Spieler Karten und legen sie (bei Pelikan und ASS auf den Vorlagen) aus. Schon hierbei kann man seine Gegner stören. Der Bogenschütze erschießt fremde Personen, der Lassowerfer fängt sich Schätze. Hat man ein Kanu fertiggestellt und besitzt es einen höheren Angriffswert als ein gegnerisches, dann kann man dieses versenken. Die Schätze werden eingeheimst und die Indianer kommen auf den Ablagestapel. Ein Totem im Kanu allerdings schützt vor Angriffen. 
Bei den Schätzen  gibt es Zweier- und Dreierkombinationen, die natürlich unterschiedlich wertvoll sind (in der Pelikanversion: Bärenjäger+Bär+Bär = 200; einzeln nur je 50 Punkte). Sobald ein Spieler sein drittes Boot fertig hat, kann er das Spielende erklären. Jetzt werden sowohl die Werte der Karten als auch die Größe der vollständigen Kanus gewertet. Für Profispieler existieren noch detailliertere Varianten für Angriffe und mehrere Indianerstämme. 

## Bewertung
Ogallala ist ein Spiel, bei dem man auf das Kartenglück angewiesen ist. Allerdings sind gewisse Vorausplanungen und Strategien möglich, wenn auch nur eingeschränkt. So wird immer der momentan stärkste Spieler bevorzugt Opfer von Angriffen sein, so dass zwischendurch die anderen wieder aufholen können. Ein Spiel umfasst mehrere Runden und kann etwa bis zu einer knappen Stunde dauern. 

## Varianten
Neben der Standardausgabe erschien das Spiel bei Pelikan auch als Buchausgabe. Neben den drei Varianten von Pelikan (1975), ASS (1988) und Amigo (2002) erschien das Spiel bei Waddingtons 1977 als Up The Creek und 1980 als Blackfeet - The Great Indian Canoe Game. In Italien erschien Ogallala bei Dal Negro. Eine Computerspielversion erschien 2004 bei Koch Media und gewann in dem Jahr den 2. Platz in der Kategorie Casual Game beim Deutschen Entwicklerpreis.

## Ähnliche Spiele
1980 erschien bei Waddingtons eine Version mit Raumschiffen als Starships.
Bei dem bei Edition Perlhuhn 1988 veröffentlichten Spiel Muros geht es um Burgmauern, Türme, Schätze und Kanonen statt um Indianer.
Stephen Hand entwickelte das 1987 bei Games Workshop erschienene Spiel Chaos Marauders, welches ein ähnliches Spielsystem und ein Fantasy-Thema hat.